# دارابي (مقاطعة دالاهو)
دارابي (بالفارسية: دارابی) هي قرية تقع في قسم بان‌زرده الريفي (مقاطعة دالاهو) في إيران. يقدر عدد سكانها بـ 83 نسمة .